# باتريسيو داميكو
باتريسيو داميكو (بالإسبانية: Patricio D'Amico)‏ هو لاعب كرة قدم ومدرب كرة قدم أرجنتيني في مركز الهجوم، ولد في 12 فبراير 1975 في بوينس آيرس في الأرجنتين. لعب مع اتحاد بافيا لكرة القدم وكيلمس ونادي أتليتيكو بيلغرانو ونادي بطليوس ونادي راسينغ ونادي شاتورو ونادي لنيانو ونادي ميتز ونادي واسكال.

## وصلات خارجية
- باتريسيو داميكو على موقع قاعدة بيانات كرة القدم.إي يو (الإنجليزية)
- باتريسيو داميكو على موقع عالم كرة القدم.نت (الإنجليزية)